# America (píseň, Simon & Garfunkel)
„America“ je píseň amerického dua Simon & Garfunkel, jejímž autorem je Paul Simon. Vyšla v roce 1968 jako součást alba Bookends. V roce 1972 píseň vyšla také jako singl, a to v rámci propagace kompilačního alba Simon and Garfunkel's Greatest Hits. Píseň se věnuje dvěma milencům, kteří cestují autostopem po Spojených státech amerických. Inspirací pro vznik písně byla skutečnost, že Simon vzal v roce 1964 na takovou cestu svou tehdejší přítelkyni Kathy Chitty. V textu je zmíněno například michiganské město Saginaw. V roce 2016 byla píseň použita v poslední epizodě seriálu Horace and Pete. Coververze písně představili například Bert Sommer, Josh Groban, stejně jako skupina Yes.